# Windows Live Toolbar
Windows Live Toolbar(ウィンドウズ ライブ ツールバー) は、Windows Live のサービスを使用するようにデザインされた Internet Explorer 用のアドオンで、MSN Toolbar の後継の Windows Live サービスの一つとしてマイクロソフトが公開したものである。
Bingバーに置き換えられた。

## 特徴
以前はフィードリーダーやポップアップブロックなど Internet Explorer の機能拡張を含んだものであったが、最終バージョンでは Windows Live サービスと MSN産経ニュース、 検索のためのツールバーになった。ユーザーの連絡手段と、ユーザーのつながりを重視していた。
基本的に以下の特徴を含んでいる。
- Windows Live ボタン

Windows Live Home に移動する。
- 検索ボックス

Web、ニュース、地図、画像、ページ内、サイト内検索を行うことができる。Web 検索とニュース検索、地図検索と画像検索はそれぞれ Bing を使用してインターネット上の情報を検索し、サイト内検索は閲覧中の Web サイトにある情報に絞って検索を行う。コンピュータ内検索は、コンピュータ内部に絞って検索を行う。
- お気に入りの同期

複数のコンピュータの Internet Explorer のお気に入りと SkyDrive 上のお気に入りと同期する。また、自動で同期することもできる。お気に入り情報は標準では他のユーザーと共有されない。

### ツールバー ボタン
これらのボタンは Windows Live にサインインした場合に有効になる。初回サインイン前はサービスの紹介ページに移動し、サインアウトした状態ではサインイン ページに移動する。
- 更新情報

Windows Live サービスで知り合いの更新情報をプレビューする。
- プロフィール

Windows Live のプロフィールに移動する。デフォルトでは表示されていない。
- メール

Windows Live Hotmail の受信トレイをプレビューする。
- フォト

Windows Live サービスで知り合いと共有している写真をプレビューする。
- カレンダー

Windows Live カレンダーをプレビューする。
- MSN

MSN のニュースのヘッドラインをプレビューする。
- お気に入り

閲覧中のページを Windows Live サービスで知り合いに公開して共有する。
- MSN 産経ニュース

MSN 産経ニュースのサイトに移動し、下矢印ボタンではニュースのヘッドラインをプレビューする。SkyDrive などへのアクセスをするボタンを追加する。
- 翻訳

Bing Translator でページの翻訳をおこなう。
また、インストール後に Windows Live Gallery で公開されているものを追加することもできる。

## 以前のバージョンでの特徴
以前のバージョンまで含まれていた機能であるが、バージョン 2009 では取り除かれた。
- ポップアップ ブロック
- フィードリーダー
- Windows Live OneCare Advisior
- Windows Live Messenger
- Windows Live Spaces
- Windows Live Gallery